# Інцидент з Boeing 747 над Редаутом
Інцидент з Boeing 747 над Редаутом — авіаційна аварія, що сталася в п'ятницю 15 грудня 1989 року. Пасажирський авіалайнер Boeing 747-406M нідерландського національного авіаперевізника KLM виконував рейс KL867 за маршрутом Амстердам — Анкоридж — Токіо. На той момент літаку було менш як 6 місяців. На підльоті до міжнародного аеропорту імені Теда Стівенса в Анкориджі (Аляска, США) літак пролетів крізь щільну хмару вулканічного попелу від вулкана Редаут, що вивергався, у результаті чого у нього відмовили всі чотири двигуни, і літак залишився на резервному електроживленні. Літак успішно сів в аеропорту Анкориджа, і ніхто з 245 осіб, що перебували на борту (231 пасажир і 14 членів екіпажу), не загинув і не постраждав.
Схожий інцидент стався за 7 років до рейсу 867 KLM, коли Boeing 747-236B британського національного авіаперевізника British Airways також попав в хмару вулканічного попелу під час виконання рейсу BA009 за маршрутом Лондон — Бомбей — Куала-Лумпур — Перт — Мельбурн — Окленд. Літак здійснив аварійну посадку в аеропорту Халім Перданакусіма в столиці Індонезії — Джакарті. Усі 263 особи, що перебували на борту літака, вижили.